# Carl F. Madsen
 For alternative betydninger, se Carl Madsen (flertydig). (Se også artikler, som begynder med Carl Madsen)
Carl Frederik Madsen (født 17. november 1862 i Fredericia, død 27. maj 1944 i København) var en dansk politiker og fagforeningsmand.
Madsen var søn af arbejdsmand Hans Madsen og hustru Ane Katrine, han lærte skomagerhåndværket i Fredericia og var formand for Skotøjsarbejdernes Fagforening 1895-1903. Han var forretningsfører for Dansk Skotøjsarbejderforbund 1897-1905, sekretær for De samvirkende Fagforbund og Arbejdernes Fællesorganisation 1903-1909 og formand for disse 1909-1928. Han var medlem af og formand for Københavns Borgerrepræsentation 1913-1925 for Socialdemokratiet, tingvalgt medlem af Landstinget fra 1920 til 1936 (1. næstformand fra 1926) og medlem af Rigsretten fra 1924. Han var medlem af repræsentantskabet for Arbejdernes Livsforsikring og Arbejdernes Landsbank.
Madsen blev gift 10. juni 1889 med Marie Madsen.